# Scott Carpenter
Malcolm Scott Carpenter (1. maj 1925 - 10. oktober 2013) var en amerikansk astronaut. Han var en af de såkaldte Mercury Seven udvalgt i 1959 til det amerikanske Mercury-program.
Carpenter var med i NASA-projektet Mercury-programmet hvor han fløj Aurora 7 i tre kredsløb omkring Jorden på 5 timer i 1962.
For U.S. Navy som Aquanaut boede han på bunden af havet i SEALAB II, opholdet varede 30 dage i 1965.